# Sainte-Menehould
Sainte-Menehould (ook wel gespeld als Sainte-Ménehould) is een kleine stad en gemeente in het Franse departement Marne. De stad was tot 2017 een onderprefectuur van een arrondissement, maar maakt sindsdien deel uit van het  arrondissement Châlons-en-Champagne. Sainte-Menehould ligt aan de Aisne. Het aantal inwoners bedroeg op 1 januari 2022 4.166. De stad is genoemd naar de 5e-eeuwse lokale heilige Ménehould.

## Gastronomie
Sainte-Menehould is de geboorteplaats van Dom Pérignon (1639-1715), een monnik die de champagne zou hebben uitgevonden. Ook is de stad bekend vanwege een recept voor de bereiding van varkenspoten, de pieds de cochon à la Sainte-Ménehould.

## Geschiedenis

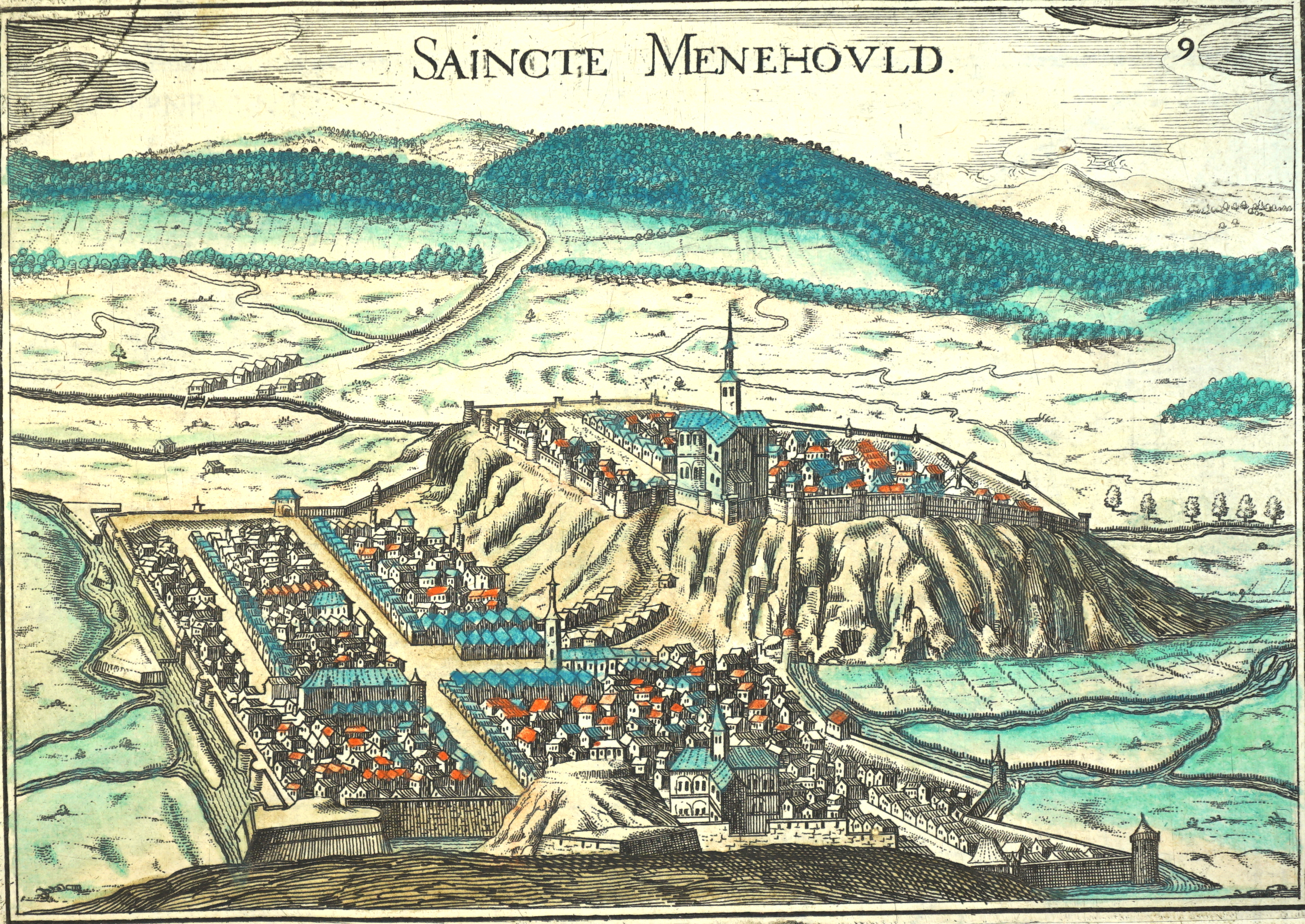
De stad in 1634

In de middeleeuwen was Sainte-Menehould een versterkte plaats. Het kasteel van de stad werd gebouwd op een heuvel. In 1719 werd de benedenstad onder de heuvel grotendeels vernield door een stadsbrand. In de loop van de 18e eeuw werd de benedenstad heropgebouwd.
Op 21 juni 1791 herkende de postbode van Sainte-Menehould, Jean-Baptiste Drouet, koning Lodewijk XVI van Frankrijk die op zijn vlucht uit Parijs in een luxueuze berline door het stadje kwam. Hierdoor kon Lodewijk kort daarna gearresteerd worden in het nabijgelegen Varennes-en-Argonne.
De Slag bij Valmy tussen een Frans en een Pruisisch leger werd op 20 september 1792 uitgevochten nabij Sainte-Menehould.

## Bezienswaardigheden
- De kerk Notre-Dame-du-Château dateert uit de 13e eeuw, de kerk Saint-Charles dateert uit de 19e eeuw.
- De gebouwen aan het centrale plein van de stad, waaronder het stadhuis, dateren uit de 18e eeuw.
- Het Musée d'Art et d'Histoire is een Musée de France.[3]

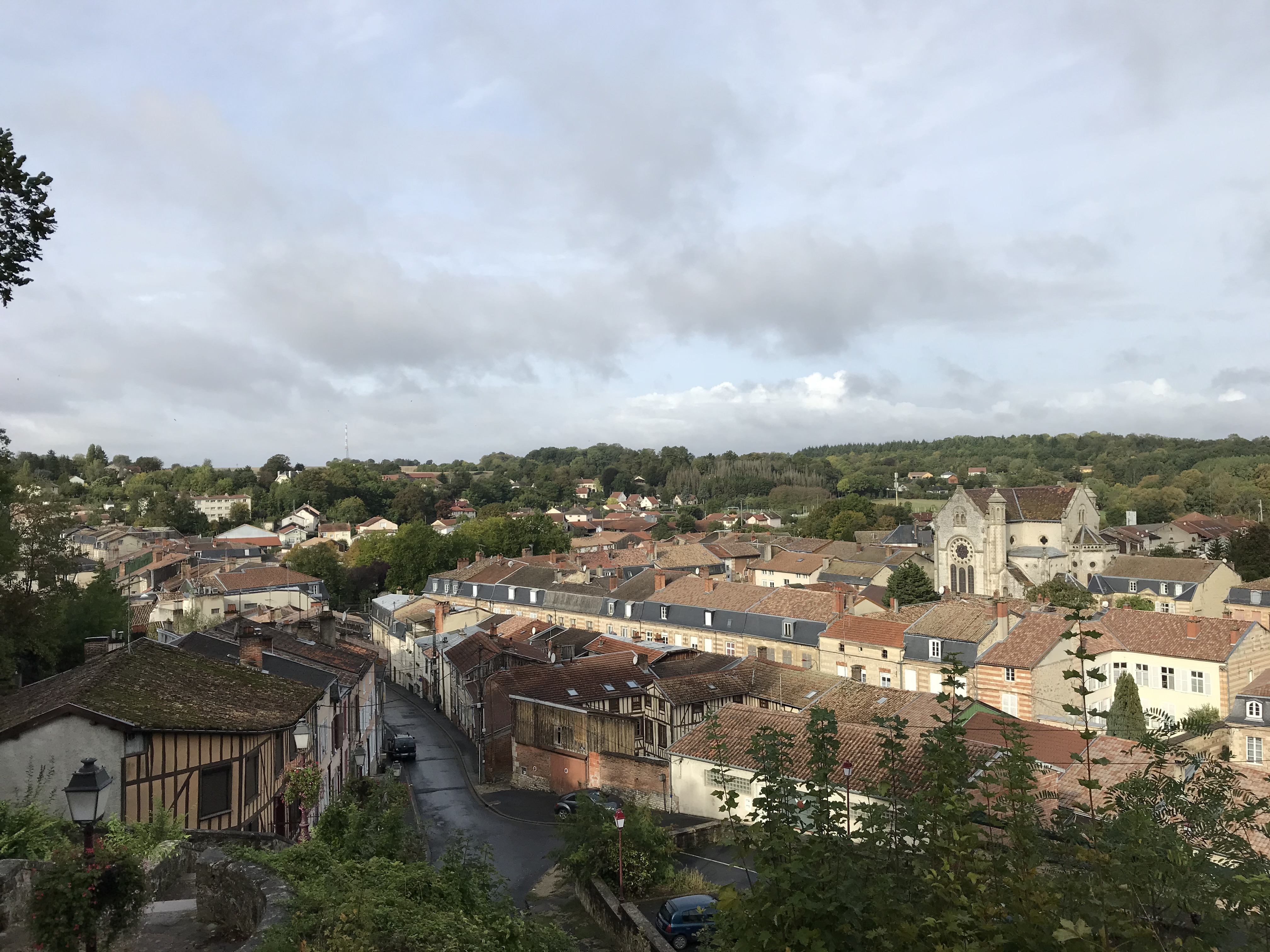
Panorama
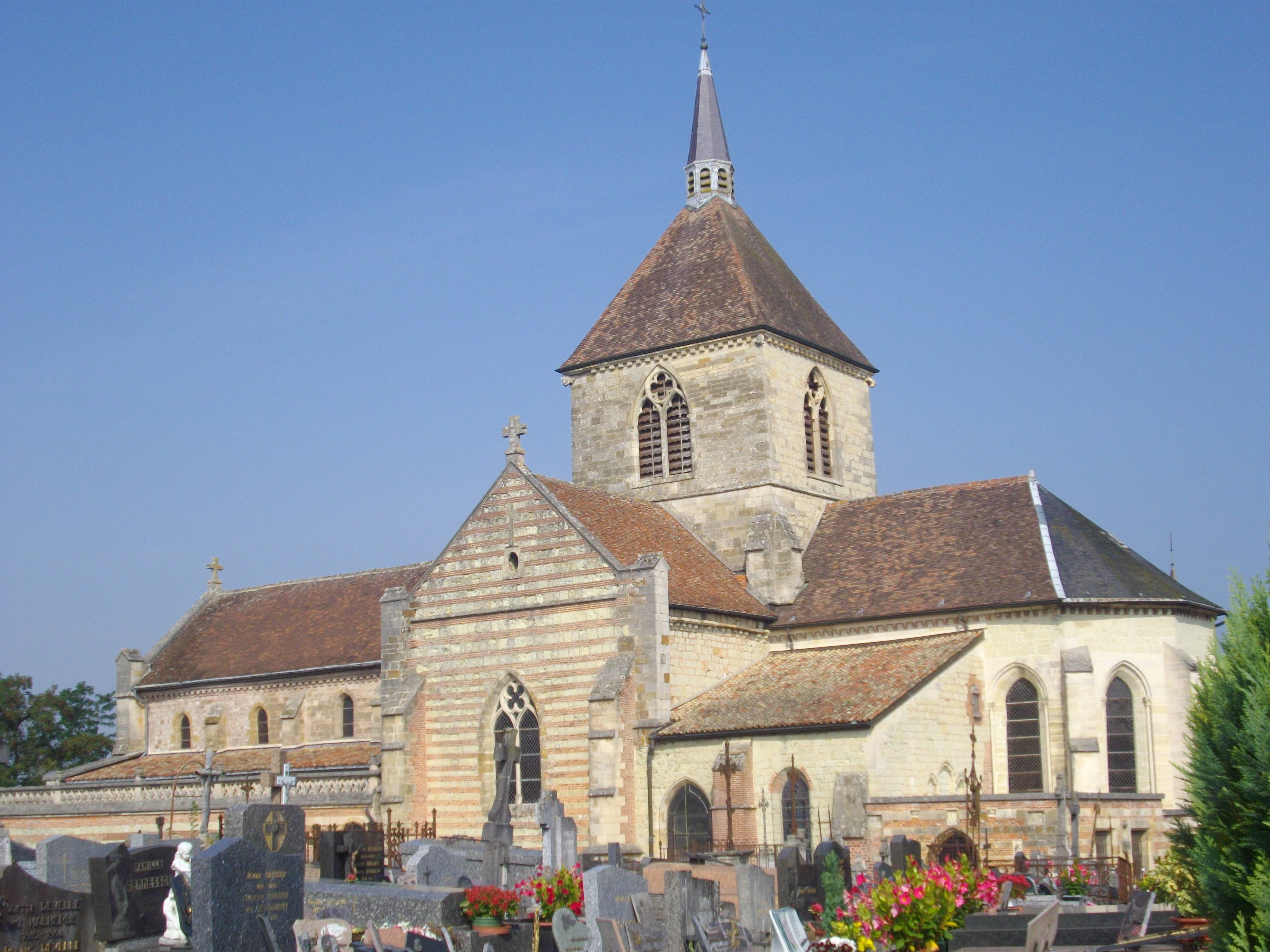
Notre-Dame-du-Château
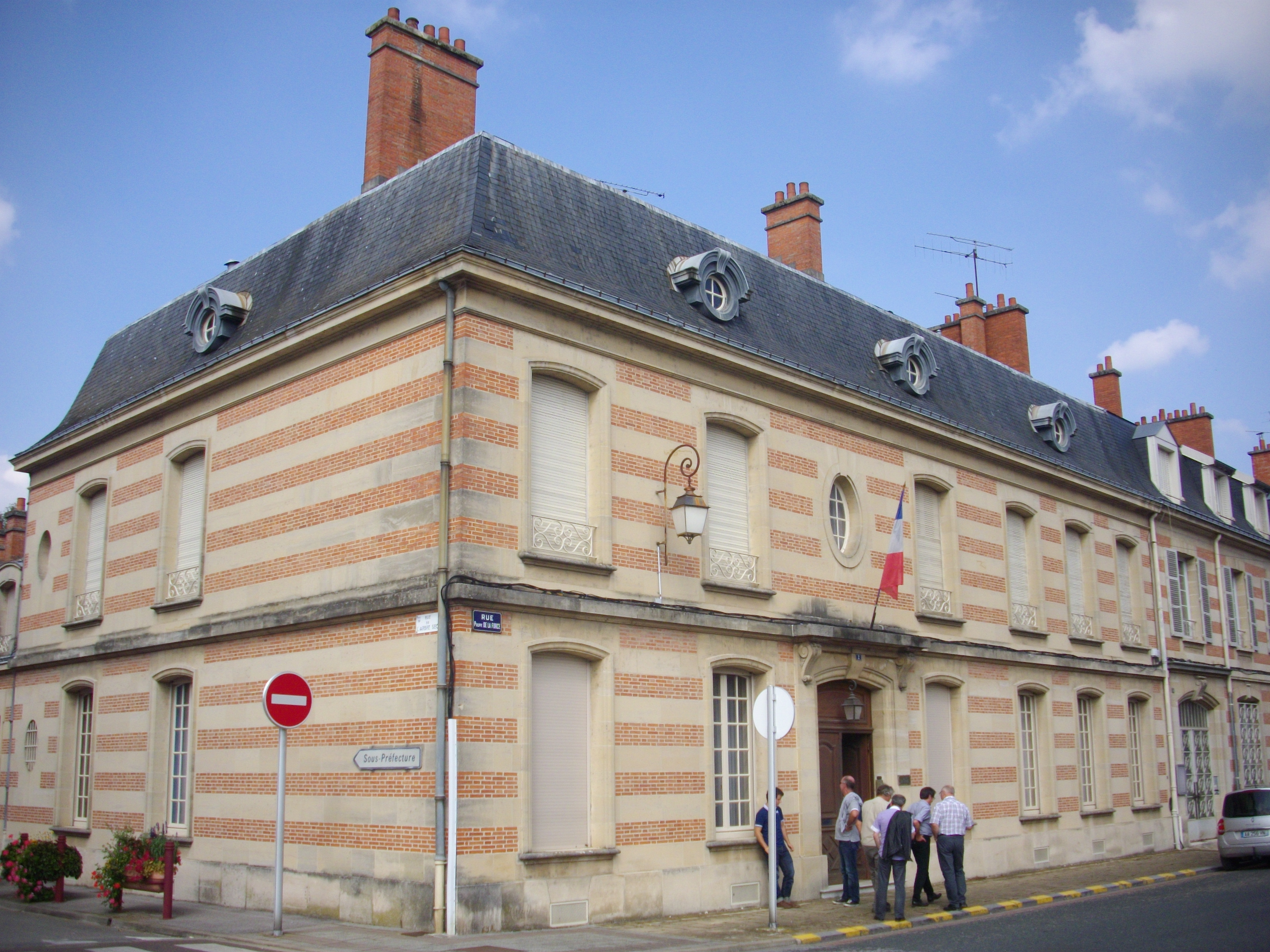
Gebouw van de onderprefectuur
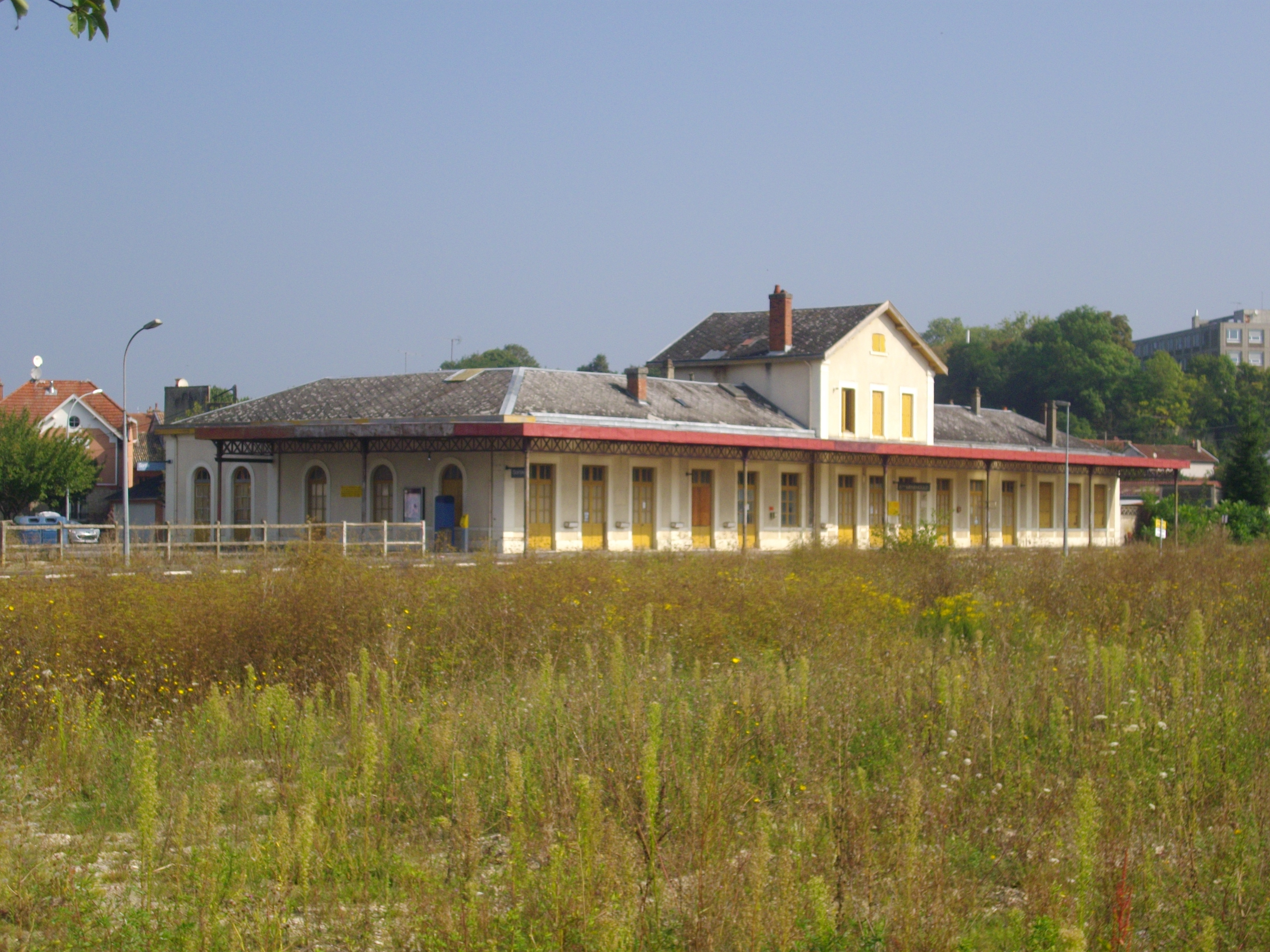
Station
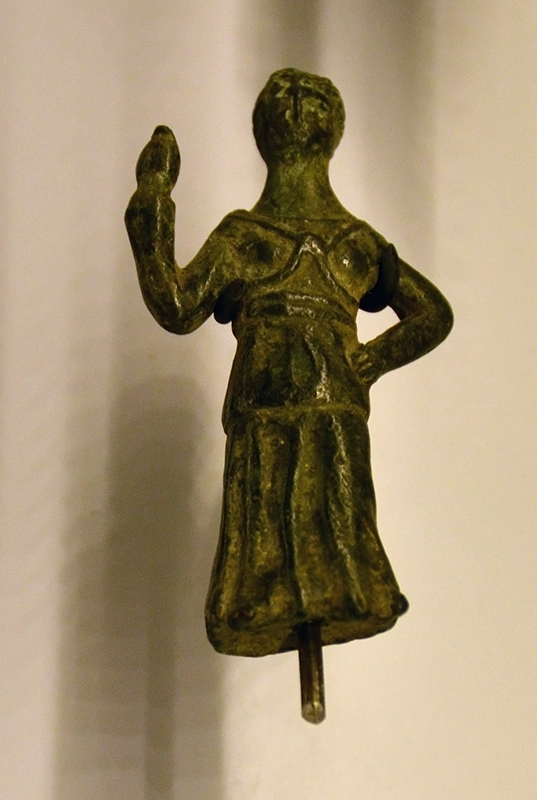
Gallo-Romeins bronzen beeldje in het Musée d'Art et d'Histoire

## Geografie
De oppervlakte van Sainte-Menehould bedroeg op 1 januari 2022 57,11 vierkante kilometer; de bevolkingsdichtheid was toen 72,9 inwoners per km².

## Demografie
Onderstaande figuur toont het verloop van het inwonertal (bron: INSEE-tellingen).

## Geboren
- Dom Pérignon (1639-1715), monnik die de champagne zou hebben uitgevonden
- Jean-Baptiste Drouet (1763-1824), revolutionair
- Michel Crozier (1922-2013), socioloog